# Tik Tok (filme)
Tik Tok é um filme de drama policial de suspense chinês-sul-coreano de 2016, dirigido por Li Jun e estrelado por Wallace Chung, Lee Jung-jae e Lang Yueting. A produção estreou-se na China pela CFGC em 15 de julho de 2016.

## Elenco
- Wallace Chung[1]
- Lee Jung-jae[1]
- Lang Yueting[1]
- Lee Chae-yeong[1]

## Recepção
Na China, o filme arrecadou CN¥14,9 milhões.